# Matthias Bürgel

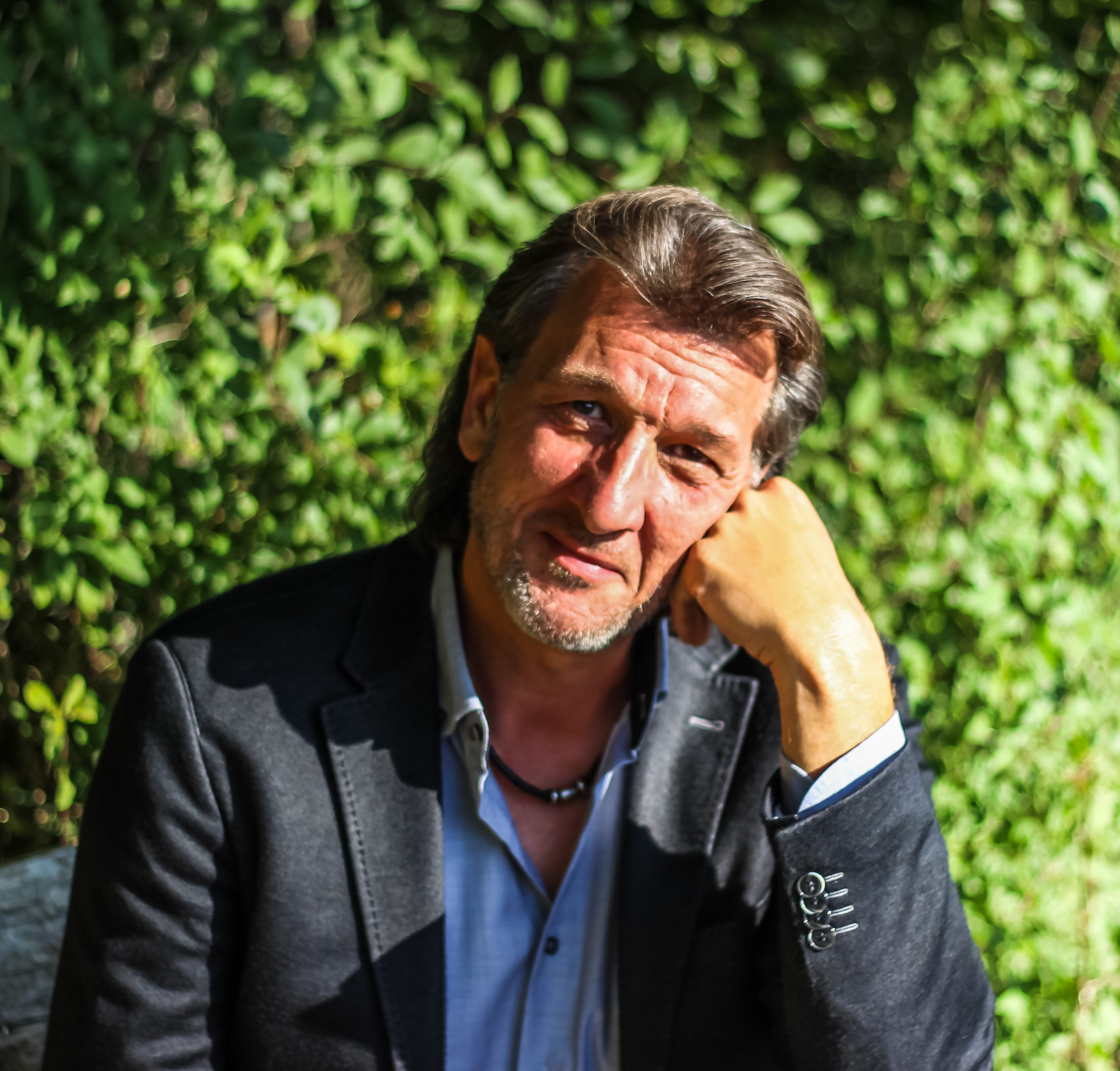
Matthias Bürgel

Matthias Bürgel (* 15. Juni 1970 in Pfullendorf) ist ein deutscher Autor von Wissenschafts- und Psychothrillern.

## Autor
Mehr oder weniger durch einen Bekannten inspiriert, hat Bürgel seine Passion fürs Schreiben spät entdeckt. Seit 2016 sind fünf Bücher von ihm erschienen.
Er ist Mitglied im Syndikat (Verein deutschsprachiger Krimiautoren).

## Privates
Bürgel trat nach einer handwerklichen Ausbildung in der Textilindustrie 1991 in den Streifendienst der Landespolizei Baden-Württemberg ein und diente in verschiedenen Bereichen. Nach einem Studium der Rechts- und Verwaltungswissenschaft an der Fachhochschule der Polizei Baden-Württemberg (2002-–2005, Dipl.-Verwaltungswirt FH) wechselte er 2006 zur Kriminalpolizei. Auslandseinsätze hatte er im Jahr 2000 für die UNIMIK in Kosovo und 2010/2011 für die EU Rechtsstaatsmission EULEX Kosovo. Von 2014 bis 2022 versah er Dienst als Kriminalhauptkommissar beim Kriminaldauerdienst. Aktuell ermittelt er als Sachbearbeiter beim Ermittlungsdienst eines Polizeireviers.
Bürgel ist verheiratet, hat zwei erwachsene Kinder und lebt mit seiner Familie in einer Gemeinde zwischen Schwarzwald und Bodensee.

## Veröffentlichungen
- Projekt Goliath. BoD, Norderstedt 2016, ISBN 978-3-7412-1138-6
- Akte Kronos. BoD, Norderstedt 2017, ISBN 978-3-7448-1037-1
- Dunkler Hass. Bastei Lübbe, Bergisch Gladbach 2019, ISBN 978-3-404-18084-4
- Dunkler Hass. Hörbuch. Gelesen von Matthias Hinz, SAGA Egmont, 2020, ISBN 978-87-26-50273-2

- Schrei nach Rache. Bastei Lübbe, Bergisch Gladbach, 2020, ISBN 978-3-7413-0230-5
- Schrei nach Rache. beTHRILLED, digitales Krimi-Label von Bastei Lübbe, Bergisch Gladbach 2020, ISBN 978-3-7325-8690-5
- Kalte Körper. beTHRILLED, digitales Krimi-Label von Bastei Lübbe, Bergisch Gladbach 2022, ISBN 978-3-7517-1837-0
- Kalte Körper. beTHRILLED, Taschenbuch von Bastei Lübbe, Bergisch Gladbach 2022, ISBN 978-3-7413-0325-8
- Deine größte Angst, beTHRILLED, digitales Krimi-Label von Bastei Lübbe, Bergisch Gladbach 2024, ISBN 978-3741304347
- Deine größte Angst, beTHRILLED, Taschenbuch von Bastei Lübbe, Bergisch Gladbach 2024, ISBN 978-3741304347